# Armando Malet
Armando R. Malet (* 21. März 1905 in Montevideo; † 1982) war ein uruguayischer Politiker.
Armando Malet, der der Partido Colorado angehörte, hatte in der 36. und 37. Legislaturperiode als Repräsentant des Departamentos Montevideo vom 15. Februar 1951 bis zum 5. Oktober 1954, vom 15. Februar 1955 bis zum 2. März 1955 und vom 6. Juni 1956 bis zum 18. Juni 1957 für das Sublema Batllismo 15 ein Titularmandat als Abgeordneter in der Cámara de Representantes inne. In den Jahren 1954 bis 1955 war er Intendente von Montevideo und hatte vom 1. März 1955 bis 5. Juni 1956 erstmals das Amt des Wirtschafts- und Finanzministers Uruguays inne. Von 1969 bis 1970 führte der promovierte Rechtsanwalt Malet die Banco de la República Oriental del Uruguay (BROU). In dieser Position folgte vom 2. April 1970 bis zum 26. Oktober 1970 eine zweite Amtszeit. Malet war zudem 1970 Präsident der Banco Central del Uruguay (BCU). Schließlich bekleidete Malet vom 1. November 1972 bis zum 7. Februar 1973 noch die Position des Verteidigungsministers.

## Zeitraum seiner Parlamentszugehörigkeit
- 15. Februar 1951 bis 5. Oktober 1954 (Cámara de Representantes, 36. Legislaturperiode (LP))
- 15. Februar 1955 bis 2. März 1955;  6. Juni 1956 bis 18. Juni 1957 (Cámara de Representantes, 37. LP)